# Why (Annie Lennox)
Why è un singolo della cantautrice britannica Annie Lennox estratto dal suo album di debutto Diva del 1992. È stato pubblicato come primo singolo dell'album nel 1992 ed ha raggiunto la quinta posizione nella classifica britannica e la posizione numero 34 nella classifica generale di Billboard.
È grazie al video di Why che Annie Lennox ottiene nel 1992 il premio come "Miglior video di un'artista femminile" agli MTV Video Music Awards.
La Lennox si è esibita anche in una versione soltanto voce e pianoforte del brano durante Telethon, la maratona per la raccolta di fondi per supportare le vittime dell'uragano Katrina organizzata dalla rete NBC.
Nel 2006 inoltre il brano è stato utilizzato in un episodio de I Griffin, nella scena in cui Brian porta Meg al ballo scolastico.
Nel 2009 il singolo è stato inserito nella raccolta The Annie Lennox Collection.

## Il video
Il video vede la Lennox recitare il ruolo di una malinconica showgirl nel dietro le quinte di uno show nella fase del trucco. Nella parte successiva del video la Lennox è impegnata in una sessione di foto.
Nel 2011 Noemi prende spunto da questo videoclip per realizzare il suo video musicale di Poi inventi il modo di cui è anche sceneggiatrice e co-regista insieme a Luca Gregori.

## Cover
Il dj spagnolo Dj Sammy pubblicò una cover nel 2005.

## Tracce
1. Why
2. Primitive
3. Why (Instrumental)

## Classifiche
| Classifica (1992)                           | Posizione massima |
| ------------------------------------------- | ----------------- |
| Regno Unito                                 | 5                 |
| Italia                                      | 1                 |
| Irlanda                                     | 5                 |
| Norvegia                                    | 6                 |
| Svizzera                                    | 6                 |
| Svezia                                      | 10                |
| Austria                                     | 11                |
| Australia                                   | 17                |
| Classifica generale Billboard (Stati Uniti) | 34                |

| Classifica di fine anno italiana (1992) | Posizione |
| --------------------------------------- | --------- |
| Classifica italiana                     | 3         |
| Classifica dei singoli                  | Posizione |
| Classifica italiana                     | 1         |